# Kaplica Zwiastowania „Tal-Għolja” w Siġġiewi
Kaplica Zwiastowania Pańskiego (malt. Il-kappella tal-Lunzjata, ang. Chapel of the Annunciation), znana jako il-Lunzjata tal-Għolja – rzymskokatolicka kaplica, stojąca na l-Għolja tas-Salib (wzgórze krzyża), w granicach miejscowości Siġġiewi na Malcie.

## Położenie
Kaplica stoi na szczycie jednego z wyższych wzniesień w okolicy, znanego jako l-Għolja tas-Salib (pol. Wzgórze Krzyża) lub Laferla Cross, w pobliżu krzyża o tej nazwie, wzniesionego na początku XX wieku.

## Historia
Data powstania pierwszej kaplicy na tym miejscu nie jest pewna, źródła podają rok 1420, 1430 lub 1450. Pewnym natomiast jest, że ufundowana i zbudowana została przez dziekana kapituły katedry w Mdinie ks. Bartolommeo Tonnę na polu do niego należącym, przed 1482, gdyż ks. Tonna w tymże roku zmarł. W 1494, z inicjatywy proboszcza Siġġiewi ks. Amatore Zammita, kaplica została odremontowana przez mieszkańców wsi.
Pierwsza bezpośrednia wzmianka na temat kaplicy pochodzi z 1500; w aktach notariusza Ġakbu (Jakuba) Zabbary określana jest jako "Santa Marija ta'Kemmuna" (Sanctæ Mariæ de la gkemuna). Ta'Kemmuna była to nazwa tego samego terenu, który dziś określa się nazwą tal-Għolja, i kaplica wzięła nazwę od miejsca, na którym stała.
W 1575 papieski wysłannik Pietro Dusina, w raporcie z wizyty określił to miejsce jako Xagħra l-Fuqanija tal-Qassis. Świątynia miała jeden ołtarz, drewniane drzwi i podłogę. Kaplica nie miałe rektora ani dochodów, jednak Salvatore Montagnere, uprawiający pole zwane Ħabel ix-Xiħ, był zobligowany do zapewnienia wszystkiego na dzień święta patronalnego kaplicy.
Kiedy około pięćdziesiąt lat później, w latach trzydziestych XVII wieku, biskup Baldassare Cagliares wizytował kaplicę, znalazł ją w dobrym stanie; kaplica miała opiekuna, była wewnątrz pomalowana i miała wyłożoną płytami podłogę. W kaplicy było aspersorium, kilka starych obrazów oraz wyposażenie potrzebne do sprawowania mszy świętej. Nad ołtarzem znajdował się obraz tytularny Zwiastowanie, ufundowany przez rycerza Giacomo Christoforo ab Andlau.
W latach 1680–81, kiedy wielkim mistrzem zakonu joannitów był Gregorio Carafa, zaś biskupem Malty Miguel Jerónimo de Molina, kaplica została przebudowana. Śladem tego są m.in. herby wielkiego mistrza i biskupa ponad drzwiami do zakrystii, co ujęte jest w raporcie biskupa Davide Cocco Palmieri z wizyty w 1699. Szlachetny Adobaldo Testaferrata Abela 8 lutego 1682 podarował kaplicy nowy obraz tytularny Zwiastowanie.
11 stycznia 1693 Maltę nawiedziło silne trzęsienie ziemi, które spowodowało zawalenie się m.in. kaplicy Zwiastowania. W sierpniu 1694 rozpoczęto jej odbudowę, której inicjatorem był rektor świątyni ks. Francesco Attard. Spore fundusze na ten cel podarowali członkowie załóg galer Zakonu. Poświęcenia odbudowanej kaplicy dokonał 3 czerwca 1749 arcybiskup Malty Paul Alphéran de Bussan. Raport z następnej wizyty arcybiskupa w 1754 potwierdził dobry stan kaplicy.
12 października 1856 kolejne trzęsienie ziemi mocno uszkodziło kaplicę; zawaliła się boczna ściana. Rok później, jak o tym głosi tablica umieszczona wewnątrz, została odbudowana z inicjatywy rektora ks. Nikoli Micallefa. Na tej samej tablicy zanotowano kolejne trzęsienie ziemi 18 września 1923. Tę informację sygnował P. Laferla.

## Architektura

### Wygląd zewnętrzny

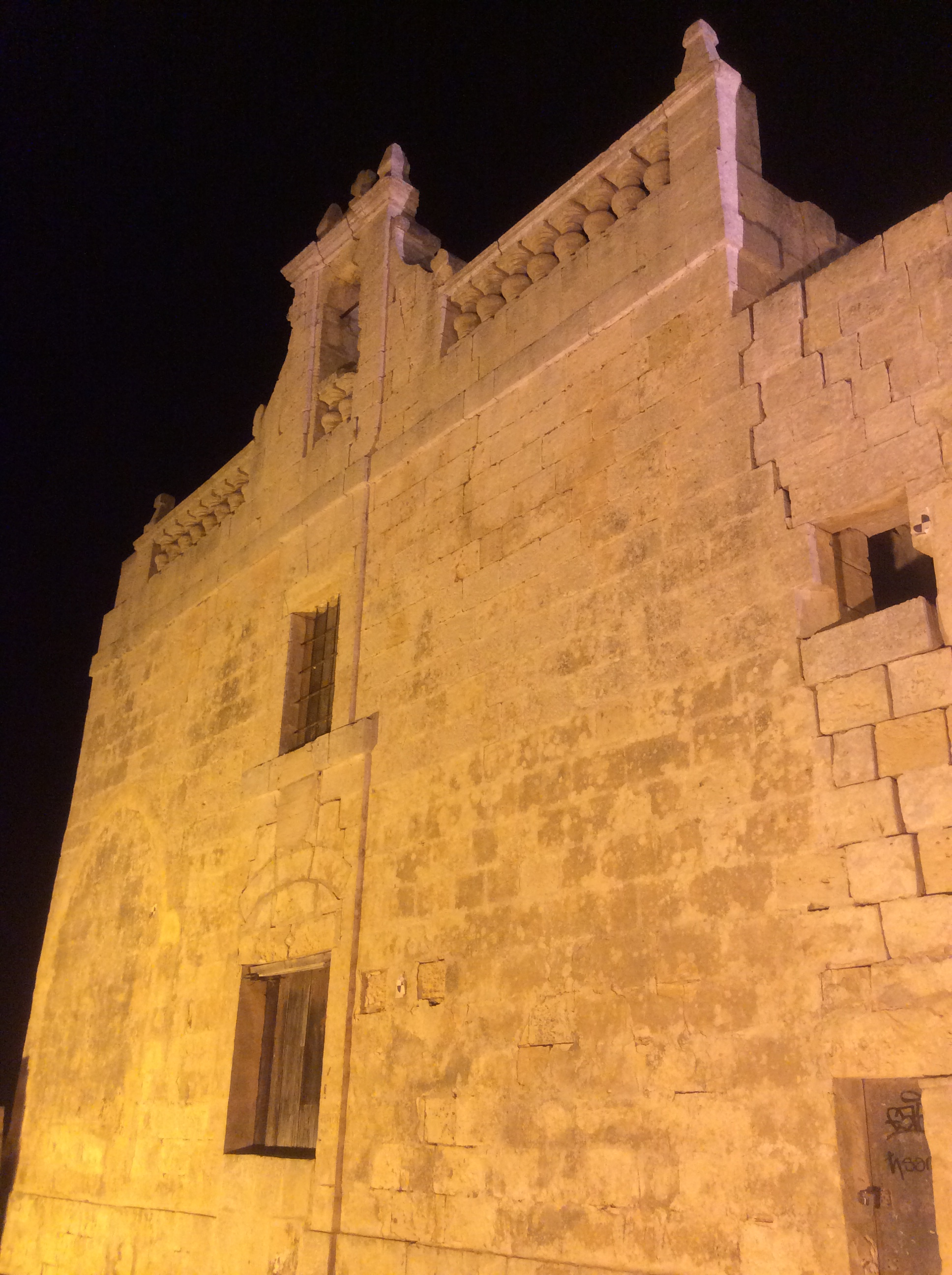
Fasada kaplicy Zwiastowania (2016). Widoczne wejście zamurowane do połowy wysokości (z lewej) oraz pęknięcie fasady

Budynek kaplicy jest prostokątny. Jego fasada jest prosta i pozbawiona ozdób; jedynie na szczycie, po obu stronach niewielkiej dzwonnicy, rozciąga się balustrada. Dzwonnica pozbawiona jest dzwonu. Ostatni, jaki tam wisiał odlany został w 1873 w maltańskiej pracowni odlewniczej Ġulju (Juliusza) Cauchiego i braci. Dzwon ten, na którym jest wizerunek Niepokalanej oraz herb papieża Piusa IX, znajduje się dzisiaj na dachu Holy Trinity Pastoral Center.

W latach sześćdziesiątych XX wieku, poniżej frontowego okna kaplicy wciąż był widoczny herb biskupa Palmieri. Po lewej stronie fasady do tamtego czasu znajdowała się też, pochodząca prawdopodobnie z początku XX wieku, nisza poświęcona Matce Bożej. Dziś jedynie widoczny jest ślad zarysu jej murów.

Z tyłu kaplicy dobudowane jest małe pomieszczenie, służące jako zakrystia. Prowadzą do niego drzwi po prawej oraz lewej stronie ołtarza. Do prawego boku świątyni dobudowano też kilka małych pomieszczeń, służących opiekunowi kaplicy. Do nich również wejście jest od wnętrza kaplicy.

### Wnętrze
W kaplicy znajduje się jeden ołtarz. Strop, zbudowany z prostokątnych kamiennych płyt, wspiera się na ośmiu nieozdobionych łukach. Te zaś wspierają się na prostym gzymsie, biegnącym wokół kaplicy.

Sama kaplica jest również pozbawiona ozdób. Jedynymi ozdobnymi elementami są kamienne ramy drzwi do zakrystii, wraz z herbami ponad nimi, oraz kamienna ozdobna rama obrazu tytularnego i ołtarza.

Na ołtarzu znajduje się proste tabernakulum.

#### Obraz tytularny
Obraz tytularny, który dotrwał do naszych czasów jest wierną kopią obrazu Guido Reniego Zwiastowanie, namalowaną przez nieznanego XVII-wiecznego maltańskiego malarza. Dzieło, podarowane kaplicy w 1682 przez Adobaldo Testaferratę Abelę, przedstawia archanioła Gabriela obwieszczającego Dziewicy Maryi, że zostanie Matką Boga. Obraz ten, ze względów bezpieczeństwa został zabrany z kaplicy i umieszczony w zakrystii kościoła parafialnego w Siġġiewi.

## Święto patronalne

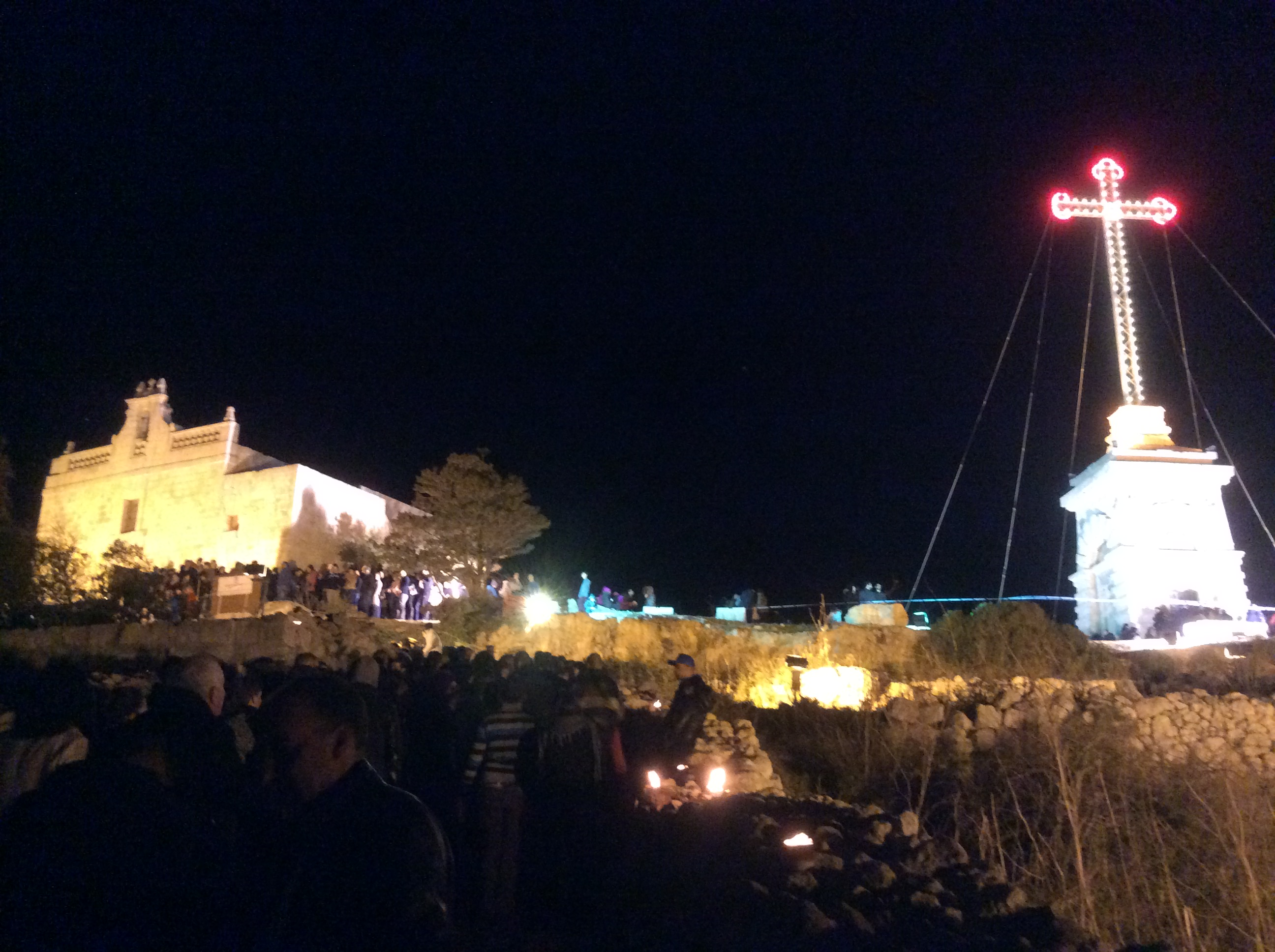
il-Festa w święto patronalne kaplicy. Kaplica (po lewej) i krzyż Laferla (po prawej)

Z dokumentów wynika, że Maltańczycy mieli wielki szacunek i estymę dla kaplicy Lunzjata tal-Għolja. Tak wielki, że przez stulecia często umieszczana była na mapach wysp. Wiadomo, że kaplica cieszyła się również poważaniem żeglarzy, ponieważ było to pierwsze miejsce na Malcie widoczne z morza. Nie trzeba dodawać, że nabożeństwo do kaplicy rozpowszechniano także wśród mieszkańców wioski Siġġiewi. 25 marca każdego roku, w święto Zwiastowania, ludność Siggiewi, z udziałem duchowieństwa i bractw, wychodziła z procesją w pobliże kaplicy. Nie wiadomo, skąd wziął się ten zwyczaj. Achille Ferres podaje, że powstał jako podzięka Bogu za uwolnienie od Maurów w 1429 roku.

## Kaplica dzisiaj

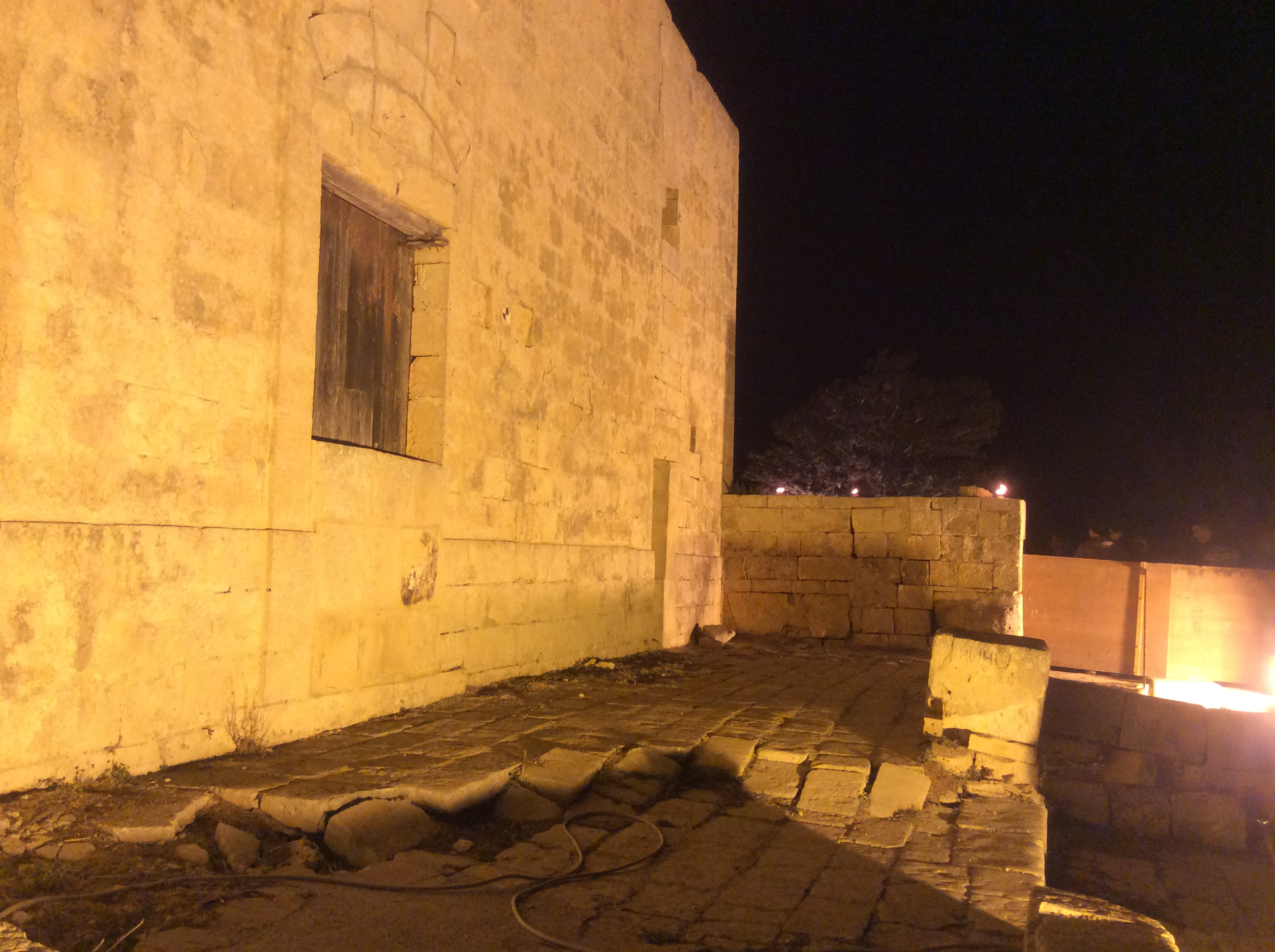
Dolna część fasady, zniekształcony przez ruchy podłoża plac przed kaplicą

Dziś kaplica i teren wokół niej jest ogrodzony i niedostępny dla ogółu. W latach 2000–2002, w wyniku ruchów podłoża, ziemia zaczęła się obsuwać i wystąpiły pęknięcia ścian oraz dachu budynku. Przez długi okres nic nie robiono, aż członkowie parlamentu zaczęli się upominać o podjęcie działań. Wreszcie z inicjatywy Rady Lokalnej Siggiewi i pełnej współpracy z Archidiecezją Maltańską sporządzono raport techniczny obszaru, na którym postawiona jest kaplica i Laferla Cross. Niniejszy raport został przedłożony 10 kwietnia 2019 w gminie Siggiewi, która może teraz podjąć działania, aby ocalić to dziedzictwo kultury.

## Ochrona dziedzictwa kulturowego
Budynek kaplicy umieszczony jest na liście National Inventory of the Cultural Property of the Maltese Islands pod nr 2165.